# Manon Bresch
Manon Bresch (nacido el 4 de enero de 1998) es una actriz franco-camerunesa.

## Biografía
Bresch asistió a la escuela de teatro Cours Florent en París durante doce años. Tiene ascendencia camerunesa y ha estado allí de vacaciones. Bresch debutó cinematográficamente en 2012, con un pequeño papel en Les Papas du dimanche.
Comenzó a interpretar a Yasmine, una amiga cercana de Salomé, en la serie de televisión Clem en 2015. En septiembre de 2015, interpretó a Thérèse Marci, la hija adoptiva de Thomas y Gabriel, en la telenovela Plus belle la vie. La actriz que originalmente interpretó al personaje, Tia Diagne, dejó la novela para buscar otras oportunidades de actuación. En 2017, interpretó a Charlotte Castillon, una joven corredora que es inexplicablemente asesinada a plena vista, en la película para televisión Noir enigma. En 2019 dio vida al personaje de Luisa, una estudiante con habilidades en vudú, en la serie de televisión de misterio y asesinatos sobrenaturales Mortel. En 2020, interpretó a Sirley, una estudiante problemática de la Guayana Francesa, en Maledetta primavera.
Además de francés, habla inglés y algo de español. Practica judo, tenis y danza contemporánea.

## Filmografía

### Películas
- 2012 : Les Papas du dimanche
- 2016 : Somos familia como amiga de Oscar
- 2018 : Voy a fumar cigarrillos (cortometraje)
- 2020 : La Tercera Guerra
- 2020 : Maledetta primavera como Sirley
- 2023 :  Ladronas como Sam

### Televisión
- 2015-2018 : Clem como Yasmine
- 2015-2019 : Plus belle la vie como Thérèse Marci
- 2017 : Noir enigma como Charlotte Castillon
- 2017 : Des jours meilleurs como Cindy
- 2018 : Mírame arder como Clara
- 2019 : Les Grands como Maya
- 2019 : Mortel como Luisa Manjimbe
- 2020 : Baron Noir como Lucie